# Protestants-christelijke zending
Zending is, binnen het protestantisme, het verspreiden van het christelijk geloof in een andere cultuur. De motivatie hiervoor gaat terug op de Grote Opdracht (ook wel Zendingsbevel) die Jezus Christus aan zijn discipelen mee gaf voordat hij opsteeg naar de hemel. De term missie wordt gebruikt in de Rooms-Katholieke Kerk en de orthodoxe kerken.

De bekendste versie van het Zendingsbevel komt voor in het Evangelie volgens Matteüs: 
Ga dus op weg en maak alle volken tot mijn leerlingen, door hen te dopen in de naam van de Vader, en de Zoon en de Heilige Geest, en hun te leren dat ze zich moeten houden aan alles wat ik jullie opgedragen heb.— Matteüs 28:18-19

## Geschiedenis van de zending

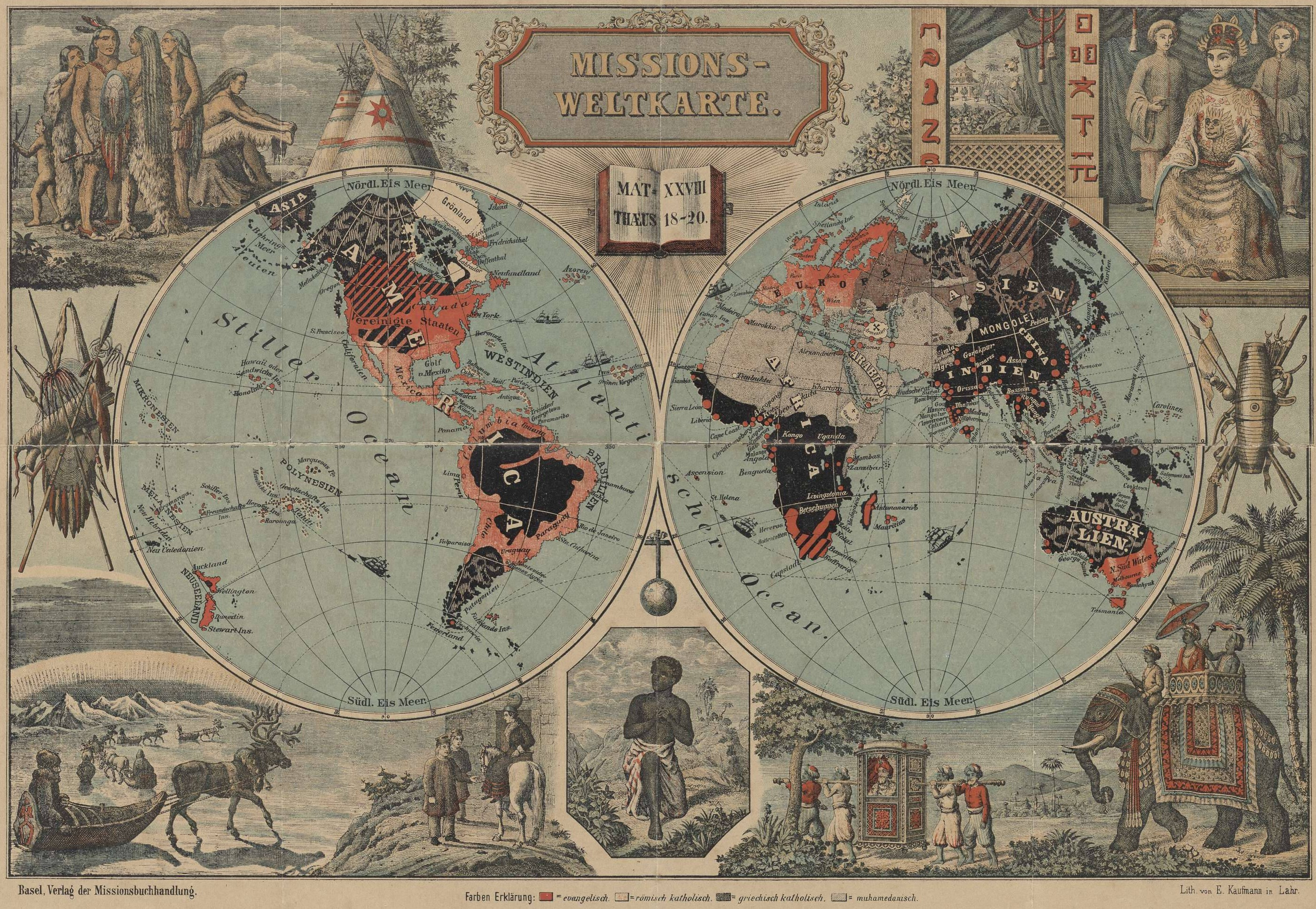
Missie- en zendingskaart uit 1891 (bron: Vrije Universiteit Amsterdam)

De eerste voorbeelden van christelijke zending zijn al terug te vinden in de Bijbel. Vooral het boek Handelingen doet uitgebreid verslag van de zendingsactiviteiten van de apostel Paulus. Deze trok rond en stichtte tal van lokale kerkgemeenschappen. Ook van de andere apostelen van Jezus is bekend dat zij zich sterk inzetten voor de verspreiding van het christelijk geloof.
Ook in de na-apostolische tijd ging de verspreiding van het evangelie met grote kracht voort. Het waren vooral de mensen die zich verplaatsten – kooplui en handelslieden – die het christelijk geloof verspreidden naar alle hoeken van het Romeinse Rijk. Ondanks vervolgingen won het christendom aan invloed. Belangrijkste reden lag in het feit dat de godsdienst voor iedereen toegankelijk was, en de hoge morele standaard van de christenen.
Vooral in de eerste drie eeuwen na Christus was er sprake van een zendingskerk. Als na de bekering van Constantijn het christendom de erkende staatsgodsdienst wordt, raakt de vaart uit de zending. Er is sprake van stabilisatie en institutionalisering.
Toch zijn deze eeuwen niet onbelangrijk geweest voor de verspreiding van het christelijk geloof. Door enkelingen werd het evangelie met kracht verspreid. Met name van de monniken uit Ierland ging – na de kerstening van dat land door Sint Patrick – veel actie uit. Door toedoen van Willibrord en Bonifatius kreeg het christendom ook vaste grond bij de Germaanse en Friese stammen in het gebied waar nu Nederland ligt.
Sinds de achtste eeuw zijn door het oprukken van de islam grote gebieden voor het christendom verloren gegaan. In Syrië, Noord-Afrika en Klein-Azië, waar eeuwenlang bloeiende kerken waren geweest, maakte het christelijk geloof zo goed als geheel plaats voor de islam. Twee eeuwen lang poogde de Kerk de verloren gegane gebieden te heroveren door middel van de kruistochten, maar dit had op lange termijn weinig effect.
Het waren vooral de in het begin van de dertiende eeuw gestichte gemeenschappen door de Italiaan Franciscus van Assisi en de Spanjaard Dominicus, respectievelijk de orde der franciscanen en de orde der dominicanen, waardoor het christelijk geloof werd verspreid. Van de dertiende tot de vijftiende eeuw waren zij van grote betekenis voor de verspreiding van het evangelie. Ze trokken onder andere naar China, India, Noord-Afrika, Syrië, Palestina, Egypte, Pruisen, Litouwen, Estland en Finland.
Tegen het einde van de vijftiende eeuw was in deze ordex het eerst zo laaiende zendingsvuur zo goed als gedoofd. Na enkele vergeefse pogingen er weer nieuw leven in te blazen, werden zowel in de franciscaner als de dominicaner orde de speciale zendingsafdelingen opgeheven.
Van christelijke zending was weinig sprake meer, maar daar kwam verandering in toen Portugal en Spanje bezittingen krijgen in Afrika, Azië en het pas ontdekte Amerika. Portugal en Spanje kregen van de paus toestemming om dit gebied in te nemen, op de voorwaarde dat zij de inheemse bevolking zouden bekeren tot het christelijk geloof. Dit gebeurde al dan niet onder dwang. Bij het werk werd onder andere de orde van de jezuïeten ingezet.
In Europa was intussen de Reformatie uitgebroken. Van de reformatoren ging echter weinig activiteit uit op het gebied van zending. Een mogelijke reden hiervoor was dat er als reactie op de Rooms-Katholieke Kerk angst was om een te grote nadruk te leggen op menselijke activiteiten. Tegenover de Roomse missie, die alles verwachtte van missionaire inspanning, werd naar voren gebracht dat God er wel voor zou zorgen wie tot geloof zou komen.
In de zeventiende eeuw werd er toch een start gemaakt met de zending toen de protestantse landen ook koloniën kregen. Dit gebeurde echter meer door de overheid dan door de Kerk. Toen bijvoorbeeld Nederland bezittingen kreeg in het Verre Oosten, werd door de overheid de taak van zending opgedragen aan de Vereenigde Oostindische Compagnie. Hier kwam in de praktijk echter weinig van terecht. De Compagnie zond wel predikanten mee, maar deze dienden vooral de lokale Nederlandse bevolking en deden meestal weinig aan zendingswerk — een enkele uitzondering daargelaten — onder de inheemse bevolking. Dit hing ook samen met een besluit van de Synode van Dordrecht van 1618 dat stelde dat heidenen die gedoopt werden dezelfde vrijheid als andere christenen behoorden te hebben. Dit bracht geen grootscheepse manumissie op gang, maar leidde ertoe dat slaven vervolgens nog nauwelijks werden gedoopt om te voorkomen dat ze vrijgelaten moesten worden. De Nederlandse en Britse koloniën kenden dan ook relatief weinig zendingswerk.
In de zeventiende en achttiende eeuw veranderde de situatie toch langzaam. De impulsen hiervan gingen vooral uit van het puritanisme, het piëtisme, de hernhutters, en het methodisme. Veel puriteinen waren van Engelse afkomst, maar vluchtten na geloofsvervolgingen, als gevolg van een conflict met de Anglicaanse Kerk – naar het nieuwe continent Amerika. Hier ontstond al snel een zendingsgenootschap voor de verbreiding van het Evangelie onder indianen.
Een equivalent van de puriteinse beweging was in vele opzichten op het continent van Europa de piëtistische beweging. Vanuit deze bewegingen werden zendelingen zover als Groenland en India uitgezonden. Een van de mensen die door het piëtisme werd aangeraakt was Nicolaus Graf van Zinzendorf. Hij kwam onder andere in aanraking met een zwarte man uit St. Thomas, die vertelde dat de zwarte slaven daar wel openstonden voor het evangelie, maar dat er niemand was om het hun te vertellen. Dit maakte een diepe indruk op hem. Vanuit Herrnhut werden in 1732 de eerste zendelingen uitgezonden. In totaal zouden er meer dan drieduizend volgen. Herrnhut werd het centrum van één der meest opmerkelijke bewegingen in de geschiedenis der zending. Op hun beurt zouden zij weer George Whitefield en John Wesley, de vader van het Methodisme, inspireren. Door hun toedoen ontstond er een krachtige opwekkingsbeweging in Engeland en de Verenigde Staten.
De oprichting van de Baptisten Zendingsvereniging in 1792 door de Engelsman William Carey wordt vrij algemeen gezien als het beginpunt van de moderne christelijke zending. De negentiende eeuw kwam bekend te staan als de eeuw van de zending. Carey zelf vertrok naar India en als gevolg van zijn werk kwam een groot aantal mensen tot geloof.
In de protestantse landen werden tal van zendings- en Bijbelgenootschappen opgericht. In Nederland werd het Nederlands Bijbelgenootschap en het Nederlandsch Zendeling Genootschap opgericht. Een groot deel van de bevolking van Afrika zou in aanraking komen met het christelijke geloof. Ook in Azië kreeg het christelijk geloof op sommige plaatsen vaste grond onder de voeten, zij het een stuk minder breed dan in de zuidelijke delen van Afrika. Met name een groot deel van Korea zou zich bekeren tot het christelijk geloof. Bekende namen uit deze eeuw zijn die van Hudson Taylor, die het evangelie bracht in China, Adoniram Judson, een Amerikaanse zendeling, David Livingstone en Charles Studd. Deze laatsten zetten zich beiden in voor de zending in Afrika.
Naar aanleiding van de sociale kwestie, ook wel het arbeidersvraagstuk, en toenemende ontkerkelijking ontstond in de negentiende eeuw vanuit Duitsland de inwendige zending. Bij de op grote schaal opgerichte protestantse weldadigheidsinstellingen gingen evangelisatie en hulpverlening hand in hand. Voormannen in Nederland van deze beweging van praktisch christendom waren Ottho Gerhard Heldring, Hendrik Pierson en Lucas Lindeboom.
Na de Tweede Wereldoorlog is er sprake van een aantal nieuwe organisaties, zoals Jeugd met een Opdracht, die een nieuwe impuls geven aan de zending. Ook zijn er verschillende bijeenkomsten en conferenties geweest die grote invloed hebben gehad op de ontwikkeling van de christelijke zending. De bekendste hiervan is de Laussane-conferentie die in 1974 op initiatief van de evangelist Billy Graham werd gehouden.

## Definitie zending
Er is veel discussie over de definitie van zending. Deze discussie behelst twee punten. Ten eerste, de inhoud en ten tweede, tot wat voor bevolkingsgroepen zouden zendelingen zich moeten richten alvorens men van zending kan gewagen.
Inhoud
Onder andere binnen de Wereldraad van Kerken heeft altijd de discussie gespeeld wat zending precies inhoudt. Op de vierde bijeenkomst van de Wereldraad in Uppsala werd het brengen van het evangelie uitgelegd als "het herstructureren van de samenleving". Een conferentie in Bangkok in 1973 ging nog verder. Op de conferentie domineerde de opvatting dat Christus door zijn dood al de hele mensheid had gered, een opvatting die ook wel universalisme wordt genoemd. Deze gebeurtenissen zorgden voor veel onrust, zowel binnen als buiten de Wereldraad.
Een groep evangelicale christenen verenigde zich onder leiding van de Amerikaanse evangelist Billy Graham en stelde in 1974 het Lausanne Covenant op. Hierin werd zending gedefinieerd als: Het goede nieuws verspreiden dat Jezus Christus voor onze zonden, stierf en naar de Schriften uit de doden opstond en dat Hij nu als de heersende Koning de vergeving der zonden en de bevrijdende gave van de Heilige Geest aanbiedt aan allen die zich bekeren en geloven.
Wie en waar
Tot halverwege de twintigste eeuw was het niet moeilijk uit te leggen wat zending inhield:
Het brengen van het evangelie van Jezus Christus aan andere volken in andere landen. Met het ontstaan van meer gemengde samenlevingen (qua etniciteit) en de ontkerstening die heeft plaatsgevonden in het westen – met name in Europa – gaat die definitie echter niet zo makkelijk meer op. Veel stemmen gaan op om zending te definiëren in de trant van het brengen van het evangelie van Jezus Christus aan een crossculturele gemeenschap. Een algemene omschrijving bestaat er echter niet.
Missio Dei, de holistische benadering
De oecumenische beweging introduceerde in 1952 het begrip Missio Dei – de zending van God – in de zendingstheologie. Protestantse theologen gebruikten dit van oorsprong Rooms-katholieke concept en stelden dat zending ten diepste Gods zaak is en dat de gemeente (de christenheid) onderdeel is van de beweging van Gods liefde die de mensen zoekt in hun verlorenheid, lijden en verdriet, zonde en de omstandigheden waar zij slachtoffers van zijn. Het begrip zending werd daardoor dus breder uitgelegd. Het was niet alleen het woordelijk verkondigen van het evangelie van Jezus Christus, maar veel breder. Alle vormen van diaconaat en ontwikkelingshulp konden er ook onder vallen. De evangelische beweging stond aanvankelijk kritisch tegenover deze benadering, omdat de verkondiging van het Evangelie daardoor te veel in het gedrang zou komen. Mede door de invloedrijke theoloog John Stott kwam er binnen de evangelische beweging meer aandacht voor het feit dat Jezus niet alleen oog had voor de geestelijke noden van de mens, maar ook de fysieke noden. Woord en daad zouden dus hand in hand moeten gaan. Deze benadering kwam bekend te staan als de holistische of integrale benadering.

## Evangelicale zending

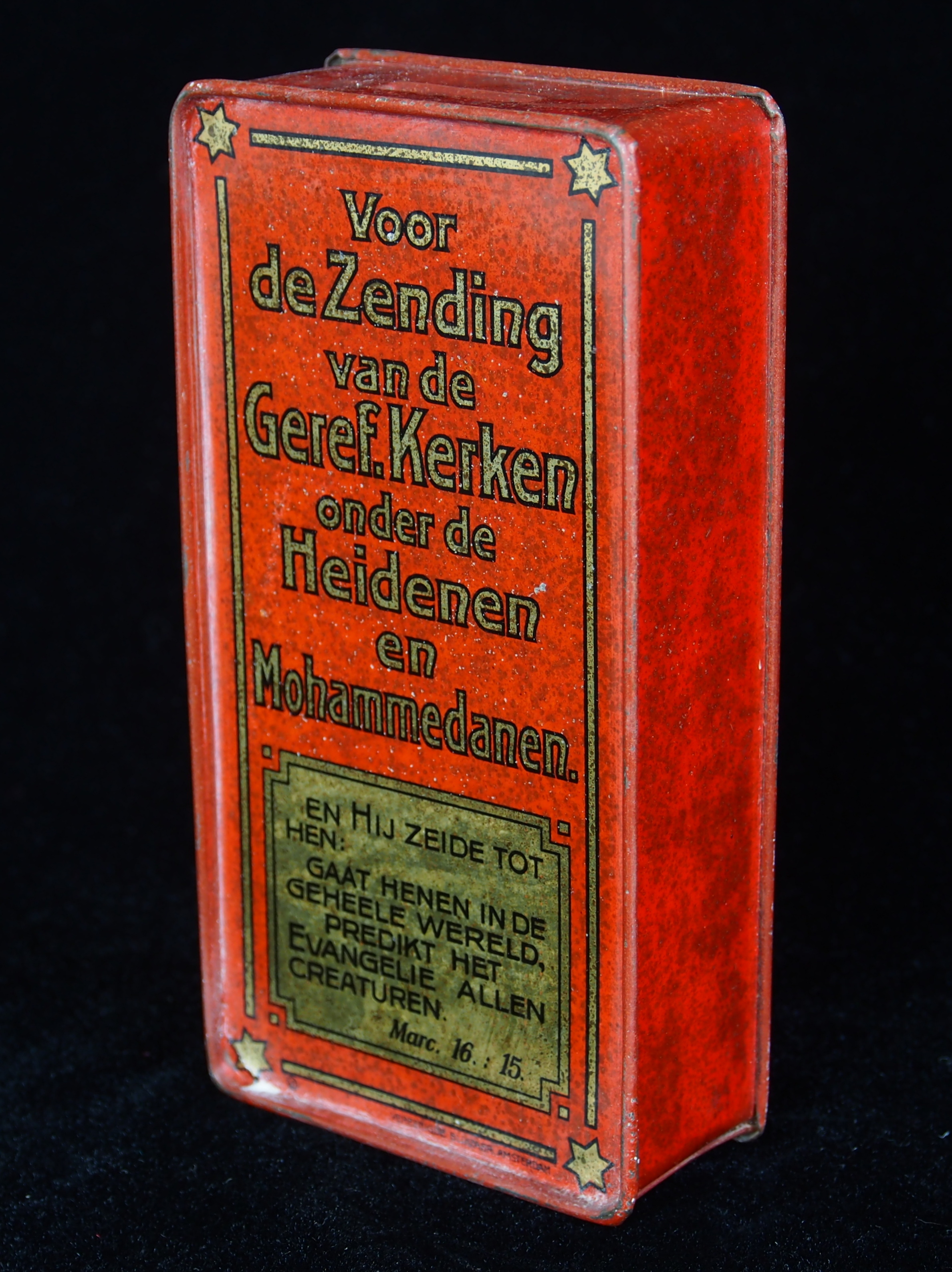
Een oud collecteblik voor de Christelijke zending wereldwijd

Er zijn een aantal trends waar te nemen binnen de evangelicale tak van de ‘moderne zendingsbeweging’. Hoewel de inhoud hetzelfde is, kan er wel gezegd worden dat de vorm soms drastisch verschilt. Een overzicht van een aantal trends uit de afgelopen veertig jaar:
Alle volken
Een belangrijke trend in de zending sinds een jaar of dertig jaar is de nadruk op het bereiken van alle volken met het evangelie. Toen de protestantse zending eind achttiende eeuw echt op gang kwam, was het idee: we moeten alle landen bereiken. 
Na 1865 (oprichting door Hudson Taylor van de China Inland Mission) ging de nadruk steeds meer liggen op niet alleen 'alle' landen, maar ook 'hele' landen. Tot dan toe hadden vaak alleen de mensen aan de kust de kans gehad het evangelie te horen. Vanaf 1932 kreeg men aandacht voor ieder volk in het hele land. Wycliffe Bijbelvertalers werd met dit doel in 1942 opgericht: een groep mensen vestigt zich in een gebied waar de bevolking nog niet in aanraking is gekomen met het christelijk geloof. De inheemse taal wordt op schrift gesteld en de Bijbel wordt vertaald in die taal. Daaraan gepaard wordt de lokale bevolking geletterdheid bijgebracht.
Vanaf 1974, het grote zendingscongres in Lausanne, werd deze nadruk steeds sterker. In de jaren 90 werd een analyse gemaakt van welke volkeren nog geen of nauwelijks een autochtone Kerk hadden. Dit werd het Joshua-project genoemd. Deze trend is zeer succesvol geweest in het mobiliseren van zendingsbewustzijn bij christenen.
Aandacht voor de islam
Binnen het streven om aandacht aan de islam te besteden, moet de trend tot steeds verdere contextualisatie genoemd worden. De pogingen om de boodschap die gebracht wordt van alle westerse franje te ontdoen, zijn soms succesvol waardoor in veel islamitische landen langzaam een christelijke Kerk aan het ontstaan is. Moslims stellen het christelijke zendingswerk niet op prijs. Bekering tot het christendom staat gelijk met geloofsafval. Dit kan leiden tot verstoting uit de familie of in het ergste geval de doodstraf.
Short-term mission
Short-term mission (STM) is een trend binnen de christelijke zending, waarbij duizenden christenen worden gemobiliseerd om voor een korte tijd – van een paar dagen tot een jaar – in de zending te dienen. STM is met name een fenomeen dat is opgekomen in de jaren 80 en 90.
10/40-venster
Het 10/40-venster is een term die in 1990 gedeponeerd is om de regio aan te duiden op Aarde waar het christendom het minst vaste grond heeft gekregen. De landen die hiermee worden aangeduid liggen tussen de 10e en 40e graad op het noordelijk halfrond. Veel zendingsorganisaties richten zich expliciet op die landen. Er is ook kritiek op deze strategie. Zo zou het veel efficiënter kunnen zijn om te kijken waar mensen ontvankelijk zijn voor het evangelisatie en waar veel mensen dichtbij zijn geconcentreerd, in plaats van zendelingen per se te willen uitzenden naar een gebied binnen het 10/40-venster. Als voorbeeld: mogelijk is het veel effectiever om zendelingen te laten werken onder het Malinese bevolkingsdeel in de stad Parijs dan in Mali zelf, waar de steden relatief klein zijn en ver van elkaar af liggen.
Samenwerking tussen zendingsorganisaties en kerken en zendingsorganisaties onderling
Zendingsorganisaties hechten steeds meer waarde aan een goede samenwerking met de kerken in het land waar het werk gebeurt. Sommige zendingsorganisaties (met name kerkelijke) laten er zich zelfs op voorstaan dat zij geen enkel werk aanpakken als het niet op verantwoordelijkheid van een lokale partner gebeurt.
Ook werken zendingsorganisaties veel meer samen. Hierbij kan het gaan om afspraken tussen zendingsorganisaties over wie zich op welk gebied richt; om het uitwisselen van gegevens en ideeën; of een stap verder, om het opzetten van een koepelorganisatie voor landen waar zendingsorganisaties niet zonder meer binnen kunnen komen om kerken op te richten. In Nederland zijn veel zendingsorganisaties aangesloten bij de Evangelische Zendingsalliantie.
Tentenmaker
Veel landen zijn gesloten voor ‘officiële’ zendelingen, omdat de overheid niet wil dat de bevolking in aanraking komt met het christelijk geloof. De laatste twee decennia is echter steeds meer het besef doorgedrongen dat dit geen belemmering mag of hoeft te zijn. Vele zendelingen hebben manieren gevonden om deze landen toch binnen te komen. Ze gaan als student, als zakenman, als ontwikkelingswerker of als leraar Engels. Vaak worden ze aangeduid als tentenmaker, in navolging van Paulus die soms ook een ander beroep uitoefende terwijl hij het Evangelie bracht. Op die wijze zijn landen in zendingskringen vroeger als gesloten bekend, nu creatief toegankelijk geworden.
Zending vanuit het ‘Zuiden’
De Kerk in Latijns-Amerika, Afrika en Azië (‘het Zuiden’) is de laatste eeuw enorm gegroeid. De Kerk in Europa en de Verenigde Staten (‘het Noorden’) wordt echter kleiner. Anno 2015 leeft nog maar 30% van de christenen in het Noorden, terwijl 70% van de Kerk in het Zuiden vertegenwoordigd is.
Kerken in landen als Nigeria, Zuid-Korea en Argentinië sturen zelfs zendingswerkers uit. Allereerst binnen het eigen continent, maar ook daarbuiten. Ook in Europa zijn steeds meer werkers uit het Zuiden te zien.
Zending om de hoek
Met het ontstaan van de multiculturele samenleving zijn mensen uit allerlei culturen naar Europa gekomen. Vroeger moest de zendeling nog ver weg om met deze mensen in aanraking te komen, nu zijn ze – bij wijze van spreken – te vinden aan de overkant van de straat. Een stad als Amsterdam herbergt mensen van 170 nationaliteiten. Dat betekent dat crossculturele zending gewoon in Nederland kan gebeuren. Veel christenen houden zich hiermee bezig.

## Vormen van evangelicale zending
Er zijn talloze vormen van evangelicale zending. Hier volgt een overzicht van de meest voorkomende werkwijzen:
Gemeentestichting
Gemeentestichting is de meest voorkomende vorm van zending, en op de lange termijn ook de meest effectieve. Het is — meer dan de andere methoden — een instrument waarmee ook de volgende generaties kunnen worden beïnvloed. Gemeentestichting kan zowel gebeuren door zendingswerkers van buiten, als vanuit bestaande kerkelijke gemeenten.
Sociale hulpverlening
Deze vorm van zending heeft een grote overlap met ontwikkelingssamenwerking. Samen met het bieden van — al dan niet materiële — hulp wordt het christelijk geloof uitgedragen. Er zijn talloze christelijke organisaties die zich bezighouden met onder meer onderwijs, medische hulpverlening en noodhulp. Hierbij wordt uitgegaan van een holistisch mensbeeld. Daarbij wordt verondersteld dat Jezus Christus niet alleen is gekomen voor de redding van de ziel, maar ook voor de totale heling van de mens.
Verspreiding door middel van televisie, radio en internet
Het evangelie wordt uitgedragen door middel van televisie, radio en internet. Christelijke organisaties die zich daarmee bezighouden, richten zich vooral op gebieden die voor het christelijk geloof moeilijk toegankelijk zijn. Voorbeelden hiervan zijn Noord-Korea, Myanmar en delen van de moslimwereld. Een van de grootste organisaties die zich hiermee bezighoudt is Trans World Radio.
Evangelisatie
Onder evangelisatie wordt het overbrengen van het christelijk geloof verstaan. Dit kan gebeuren door middel van bijeenkomsten met sprekers, muziek- of filmvoorstellingen, waarvoor dan zo veel mogelijk reclame wordt gemaakt; het verspreiden van evangelisatiefolders en bladen, thuisbezorgd of op straat uitgedeeld; langs de deuren gaan om mensen aan te spreken; op straat muziek maken en mensen aanspreken; door middel van sport met mensen in contact komen en zo het evangelie communiceren.
Er zijn veel internationale evangelisten die over de hele wereld evangelisatiecampagnes houden. Vaak reizen deze de wereld rond. Hier komen vaak duizenden mensen op af. De bekendste evangelist was de Amerikaan Billy Graham. Geschat wordt dat hij met zijn preken bijna tweehonderd miljoen mensen heeft bereikt. Vanuit Nederland was Johan Maasbach de bekendste evangelist.

## Statistieken
Operation World, een groot naslagwerk over zending, schatte dat er in 2000 wereldwijd meer dan tweehonderdduizend zendelingen waren, van wie er honderdduizend zending bedreven in een ander land dan het land van herkomst. De grootste zendingsorganisaties zijn Campus Crusade for Christ International (15.218 zendelingen), Jeugd met een Opdracht (11.808), Wycliffe Bijbelvertalers (7.031), Southern Baptist Convention (5.034), De Navigators (4.089), New Tribes Mission (3.073) en Operatie Mobilisatie (2.997).
Aantal zendelingen uit een land
Top tien van de landen die de meeste zendelingen uitzenden. Het gaat hier om zendelingen die naar een ander land zijn uitgezonden:
| ranking | Land                | Aantal zendelingen |
| ------- | ------------------- | ------------------ |
| 1       | Verenigde Staten    | 46381              |
| 2       | Zuid-Korea          | 10646              |
| 3       | Verenigd Koninkrijk | 5666               |
| 4       | Canada              | 4337               |
| 5       | Duitsland           | 3228               |
| 6       | Australië           | 2019               |
| 7       | Brazilië            | 1912               |
| 8       | Zuid-Afrika         | 1465               |
| 9       | Nieuw-Zeeland       | 1275               |
| 10      | Finland             | 1260               |
| 14      | Nederland           | 837                |

Aantal zendelingen in een land
Top tien van de landen waar de meeste zendelingen naartoe zijn gegaan. Het gaat hier om zendelingen met een ander land van herkomst:
| ranking | Land                | Aantal zendelingen |
| ------- | ------------------- | ------------------ |
| 1       | Japan               | 3461               |
| 2       | Brazilië            | 2981               |
| 3       | Filipijnen          | 2718               |
| 4       | Verenigde Staten    | 2516               |
| 5       | Mexico              | 2267               |
| 6       | Kenia               | 2254               |
| 7       | Rusland             | 2216               |
| 8       | Papoea-Nieuw-Guinea | 2207               |
| 9       | Verenigd Koninkrijk | 1681               |
| 10      | Indonesië           | 1663               |
| 62      | Nederland           | 286                |